# 3433 Fehrenbach
3433 Fehrenbach eller 1963 TJ1 är en asteroid i huvudbältet, som upptäcktes 15 oktober 1963 av Indiana Asteroid Program vid Indiana University Bloomington med Goethe Link Observatory. Asteroiden har fått sitt namn efter den franske astronomen Charles Fehrenbach.
Asteroiden har en diameter på ungefär 7 kilometer.